# DivestOS
DivestOS war ein freies Betriebssystem und Android-Custom-ROM für Mobiltelefone, die auf der Android-Plattform basieren. Es war ein Soft-Fork von LineageOS und zielt darauf ab, die Sicherheit und den Datenschutz auf einer Vielzahl von Geräten zu verbessern und zu unterstützen. 

## Eigenschaften
DivestOS entfernt so weit wie möglich proprietäre Android-Komponenten. DivestOS-Builds sind mit Release-Schlüsseln signiert, so dass Bootloader auf vielen Geräten neu gesperrt werden können. Ein automatischer Common-Vulnerabilities-and-Exposures-Patcher wird verwendet, um die Kernel gegen viele bekannte Sicherheitslücken zu patchen. DivestOS unterstützt für viele Geräte Verified Boot. Dieses soll sicherstellen, dass der gesamte ausgeführte Code von einer vertrauenswürdigen Quelle stammt und ein Angreifer keine Manipulation daran vorgenommen hat. DivestOS enthält nur wenige Standardanwendungen. F-Droid ist enthalten, mit Optionen für die Auswahl mehrerer benutzerdefinierter F-Droid-Repositories. DivestOS unterstützt die Verwendung von Orbot und dem Tor Browser zur Verbesserung der Privatsphäre.

## Rezeption
Im März 2023 ging der 2022 Free Software Foundation Award für Outstanding New Free Software Contributor an Tad (SkewedZeppelin), dem Chefentwickler des DivestOS-Projekts.
Nach umfangreichen Tests von DivestOS auf einem Google Pixel, deren Schwerpunkt beim Datensendeverhalten lagen, kam Mike Kuketz, Lehrbeauftragter für IT-Sicherheit an der Dualen Hochschule Baden-Württemberg Karlsruhe, im Juni 2023 zu der Einschätzung, dass DivestOS insgesamt einen äußerst datenschutzfreundlichen Eindruck hinterlasse und für derartige Custom-ROMs „die Messlatte ziemlich hoch“ lege.